# Torre della Mencia
La torre della Mencia, nota anche come Torre Civica, è un complesso architettonico situato lungo corso Matteotti ad Asciano, in provincia di Siena.

## Storia
La torre venne edificata in epoca medievale, per poi essere totalmente ristrutturata nella seconda metà del Cinquecento, epoca in cui le venne conferito l'attuale aspetto. L'inaugurazione della torre ristrutturata avvenne nel 1586, anno in cui venne collocata la campana.
Da allora, nonostante altri interventi di restauro effettuati alla struttura, la torre ha continuato a mantenere l'aspetto cinquecentesco, mentre la campana originaria venne sostituita nel 1816 da quella ancora oggi presente.

## Descrizione
La torre è alta 25 metri e si presenta a sezione quadrata, con pareti rivestite in laterizio e piccolo basamento in blocchi di pietra con cordone in pietra di Rapolano. Alla parte inferiore della torre è addossata su un lato la Fonte della Mencia, che originariamente era collocata in un'altra ubicazione del centro storico; la fontana è costituita da una vasca a forma semiellittica poggiante su un basamento.
Sulle pareti laterali della torre sono collocati orologi aggiunti durante le ristrutturazioni ottocentesche; al di sopra di essi vi è una cordonatura in pietra su cui poggiano i beccatelli sovrastati da archetti tondi sui quali poggia la merlatura di primo ordine che delimita una piccola terrazza sulla quale poggia la sovrastante torretta merlata di secondo ordine che racchiude la cella dove era collocata l'originaria campana cinquecentesca. Dal 1816 è presente sulla sommità della torretta di secondo ordine una struttura in ferro battuto, poggiante sulla terrazza sommitale, che sostiene la campana ottocentesca ancora funzionante e culmina con una croce svettante verso l'alto.